# بول هيلر
بول هيلر (بالإنجليزية: Paul Heller)‏ هو منتج أفلام أمريكي، ولد في 25 سبتمبر 1927 في الولايات المتحدة.

## وصلات خارجية
- بول هيلر على موقع IMDb (الإنجليزية)
- بول هيلر على موقع قاعدة بيانات الفيلم (الإنجليزية)